# Japanagromyza perplexa
Japanagromyza perplexa este o specie de muște din genul Japanagromyza, familia Agromyzidae, descrisă de Spencer în anul 1975.
Este endemică în Sri Lanka. Conform Catalogue of Life specia Japanagromyza perplexa nu are subspecii cunoscute.